# El teorema del loro
El teorema del loro: novela para aprender matemáticas es la versión en español de una novela de Denis Guedj publicada originalmente en francés en 1998. La traducción al inglés se publicó el 15 de junio del 2000, y la versión en español, el 1 de marzo de ese mismo año. Es un libro de divulgación e historia de la ciencia acerca del desarrollo de las matemáticas, presentado en forma de una historia de ficción mezclada con hechos históricos reales.

## Reseña
La historia gira en torno a una familia en París: el señor Ruche, un anciano vendedor de libros en silla de ruedas; su empleada y compañera Perrette, y los tres hijos de ella: dos gemelos adolescentes y el joven Max, que es sordo. Max libera en el mercado a un perico que habla, mientras el señor Ruche recibe en consignación un paquete de libros de matemáticas enviados por un antiguo amigo, quien ha vivido en Brasil durante varias décadas y con quien nunca ha tenido el menor contacto. La familia echa a andar su propia investigación acerca de las matemáticas, a fin de revelar el código de los últimos mensajes del viejo amigo del señor Ruche, quien al parecer acaba de ser asesinado. Los personajes visitan la Biblioteca nacional de Francia, el Instituto del Mundo Árabe y la pirámide del Museo del Louvre.

### Temas matemáticos abordados
Las matemáticas reales se entrecruzan en una secuencia histórica como una serie de problemas de intriga, y arrastran con ellos sus propias narraciones. El libro incluye, entre otros, los siguientes temas de esta disciplina:
- los números primos
- la factorización
- los números irracionales
- los números amigos
- los números sociables
- Pitágoras
- Arquímedes
- Euclides
- Thales de Mileto
- Hipatia
- Al Khwarizmi
- Omar Khayyam
- Nasir_al-Din_al-Tusi
- Tartaglia
- Lodovico Ferrari
- Niels Henrik Abel
- Évariste Galois
- Pierre de Fermat y su último teorema, demostrado por Andrew Wiles
- Leonhard Euler
- la cuadratura del círculo
- la duplicación del cubo
- la conjetura de Goldbach